# Zentrum für Entwicklungsforschung
Das Zentrum für Entwicklungsforschung (ZEF) ist eine international und interdisziplinär ausgerichtete Denkfabrik an der Rheinischen Friedrich-Wilhelms-Universität in Bonn, die 1995 im Rahmen des Bonn-Berlin-Ausgleichs mit Unterstützung der Bundesrepublik Deutschland und des Landes Nordrhein-Westfalen gegründet wurde. Die ehemalige Bundeshauptstadt Bonn sollte durch diese und andere wissenschaftliche Einrichtungen als international anerkannter Wissenschaftsstandort und als Zentrum der Entwicklungszusammenarbeit gestärkt werden. Das Institut begann seine Forschungsarbeit im Jahre 1997. Das ZEF bildete bis 2004 gemeinsam mit dem Zentrum für Europäische Integrationsforschung (ZEI) das Internationale Wissenschaftsforum Bonn (IWB). Es finanzierte sich im Jahr 2015 zu 86 Prozent aus Drittmitteln. Rund 50 Wissenschaftler arbeiten am ZEF, rund 150 aktive Promotionen von Doktoranden aus aller Welt werden hier begleitet.
Seit 2010 erreicht das ZEF jährlich eine führende Rolle in den Top 50 im Ranking „Global Go To Think Tank Index Report“ der Universität Pennsylvania. In den Jahren 2014, 2015 und 2016 wurde es als drittbeste Einrichtung im Bereich „Top Science and Technology Think Tanks“ nach dem Max-Planck-Institut (Deutschland) und der Information and Technology Foundation (IITF, USA) gewertet.
Im Jahr 2021 nahm Matin Qaim einen Ruf an die Universität Bonn an, um als Leiter des Zentrums für Entwicklungsforschung zu dienen.

## Forschung, Beratung, Ausbildung
Das ZEF widmet sich der interdisziplinären Erforschung politischer, wirtschaftlicher und allgemeiner Entwicklung. Das Institut berät Regierungen, nationale und internationale Organisationen und Firmen. Es bildet Fachleute für Entwicklungsfragen aus.
Die Forschungsaktivitäten finden im Rahmen von Projekten statt, die in drei Kernabteilungen eingegliedert sind: 
- politischer und kultureller Wandel[12]
- wirtschaftliche Entwicklung und technologischer Wandel[13]
- Ökologie und Management natürlicher Ressourcen.[14]

Seit Mai 2014 ist das Sekretariat des Right Livelihood College, das eng mit dem Right Livelihood Award („Alternativer Nobelpreis“) zusammenarbeitet, am ZEF angesiedelt. Zuvor war der Hauptsitz des RLC Sekretariats in Penang, Malaysia.

## Belege
1. ↑  Wissenschaftsregion Bonn :: Center for Development Research (ZEF). Rhein-Sieg-Kreis, abgerufen am 16. August 2017.
2. ↑  About ZEF. Archiviert vom Original (nicht mehr online verfügbar) am 16. August 2017; abgerufen am 16. August 2017.  Info: Der Archivlink wurde automatisch eingesetzt und noch nicht geprüft. Bitte prüfe Original- und Archivlink gemäß Anleitung und entferne dann diesen Hinweis.
3. ↑  Forschungsausbau in Bonn (neues deutschland). (nd-aktuell.de [abgerufen am 16. August 2017]).
4. ↑  Annual Report 2015/2016. Zentrum für Entwicklungsforschung, August 2016, abgerufen am 15. August 2017 (englisch).
5. ↑  Zentrum für Entwicklungsforschung – Kurzinformation 2017. Zentrum für Entwicklungsforschung, 4. Januar 2017, abgerufen am 16. August 2017 (englisch).
6. ↑  ZEF News Single View. Archiviert vom Original (nicht mehr online verfügbar) am 16. August 2017; abgerufen am 16. August 2017.  Info: Der Archivlink wurde automatisch eingesetzt und noch nicht geprüft. Bitte prüfe Original- und Archivlink gemäß Anleitung und entferne dann diesen Hinweis.
7. ↑  James G. McGann: 2014 Global Go To Think Tank Index Report. University of Pennsylvania, 3. Januar 2015, abgerufen am 16. August 2017 (englisch).
8. ↑  James G. McGann: 2015 Global Go To Think Tank Index Report. University of Pennsylvania, 9. Februar 2016, abgerufen am 8. August 2017 (englisch).
9. ↑  James G. McGann: 2016 Global Go To Think Tank Index Report. University of Pennsylvania, 26. Januar 2017, abgerufen am 16. August 2018 (englisch).
10. ↑  2017 Think Tank Rankings – Cheat Sheet. Think Tank Watch, abgerufen am 16. August 2017.
11. ↑  Thomas Kölsch: Pragmatiker und ein großer Coup: Matin Qaim erhält Schlegel-Professur an der Uni Bonn. In: ga.de. 31. Oktober 2021, abgerufen am 2. November 2021.
12. ↑  ZEF Political and Cultural Change. Archiviert vom Original (nicht mehr online verfügbar) am 16. August 2017; abgerufen am 16. August 2017.  Info: Der Archivlink wurde automatisch eingesetzt und noch nicht geprüft. Bitte prüfe Original- und Archivlink gemäß Anleitung und entferne dann diesen Hinweis.
13. ↑  ZEF Economic and Technological Change. Archiviert vom Original (nicht mehr online verfügbar) am 16. August 2017; abgerufen am 16. August 2017.  Info: Der Archivlink wurde automatisch eingesetzt und noch nicht geprüft. Bitte prüfe Original- und Archivlink gemäß Anleitung und entferne dann diesen Hinweis.
14. ↑  ZEF Resources Management. Archiviert vom Original (nicht mehr online verfügbar) am 16. August 2017; abgerufen am 16. August 2017.  Info: Der Archivlink wurde automatisch eingesetzt und noch nicht geprüft. Bitte prüfe Original- und Archivlink gemäß Anleitung und entferne dann diesen Hinweis.
15. ↑  University of Bonn: Right Livelihood College CampusThe Right Livelihood Award. Abgerufen am 16. August 2017 (englisch).
16. ↑  Stadt Bonn – Right Livelihood College. Bundesstadt Bonn, archiviert vom Original (nicht mehr online verfügbar) am 16. August 2017; abgerufen am 16. August 2017.  Info: Der Archivlink wurde automatisch eingesetzt und noch nicht geprüft. Bitte prüfe Original- und Archivlink gemäß Anleitung und entferne dann diesen Hinweis.
17. ↑  Campuses | The Right Livelihood Award. In: The Right Livelihood Award. 2. September 2016 (rightlivelihoodaward.org [abgerufen am 16. August 2017]).
18. ↑  ZEF News Single View. Archiviert vom Original (nicht mehr online verfügbar) am 16. August 2017; abgerufen am 16. August 2017.  Info: Der Archivlink wurde automatisch eingesetzt und noch nicht geprüft. Bitte prüfe Original- und Archivlink gemäß Anleitung und entferne dann diesen Hinweis.